# ムラサキシキブ
ムラサキシキブ（紫式部、学名: Callicarpa japonica）はシソ科ムラサキシキブ属の落葉低木である。日本各地の林などに生えており、果実が紫色で美しいので観賞用に栽培される。別名、ミムラサキ。

## 名称
和名の由来は、紫色に熟す重なり合った実を京では紫重実（むらさきしきみ）とよび、平安時代の女性作家である紫式部に例えたものだというのが通説である。別名に玉紫というのがあり、その紫色をした小さな丸い実から命名したものである。スウェーデンの植物学者のカール・ツンベルクが学名を命名した。属名 Callicarpa （カリカルパ）は、ギリシャ語のカロス（美しいの意味）とカルポス（実の意味）の合成語で、実の美しさを示したものである。英名もビューティー・ベリー（Beauty Berry）、ドイツ名もシェーンフルフト（Schönfrucht）で、実の美しさに注目されて名付けられたものである。

## 分布など
北海道（南部）、本州、四国、九州、琉球列島（沖縄）まで広く見られ、日本国外では朝鮮半島、中国、台湾に分布する。山野や低山の森林にごく普通に見られ、林道の林縁などにも生える。人為的に庭などにもよく植えられる。ムラサキシキブ（コムラサキ、シロシキブ）の名所として、京都・嵯峨野の正覚寺が有名である。

## 特徴
落葉広葉樹の低木で、高さ2 - 3メートル (m) 程度になる。小枝はやや水平に伸びる。樹皮は淡褐色で、若木の樹皮は滑らかである。一年枝は細く、灰褐色でほぼ無毛である。太い幹の樹皮は縦に裂けてくる。
葉は対生し、菱形に近い長楕円形、鋭尖頭（先端が少し突き出すこと）、長さ6 - 13センチメートル (cm) 。細かい鋸歯がある。葉色は黄緑で洋紙質、薄くて表面につやはない。初めは表側に細かい毛があることもある。葉の裏側には黄色の腺点がある。秋には淡い黄色に紅葉する。
花期は初夏から夏（6 - 7月ごろ）。対になって葉腋から集散花序を出して、小さな淡紫色の花が咲く。果期は秋（10月ごろ）で、果実が熟すと紫色になる。果実は直径3ミリメートル (mm) で球形。葉が散ったあとも、果実や花序の柄が冬までよく残る。栽培品種には白実のものもあり、シロシキブ（学名: Callicarpa japonica var. japonica f. albibacca）とよばれる。
冬芽は星状毛が密生するベージュ色の裸芽で、短い柄がついた細長い幼葉が向き合っている。枝先の頂芽は側芽よりも大きく、側芽は枝に対生する。葉痕は半円形から円形で突き出しており、維管束痕が1個つく。
- 果実は紫色に熟す
- 花は集散花序につく

## 変異
非常に変異の幅が広い植物で、栽培もされるため、園芸品種もある。特に果実が白いものはシロシキブと呼ばれ、よく栽培される。その他に果実の小さいコミムラサキシキブ、葉の小さいコバノムラサキシキブなどの名称で呼ばれるものもある。ただし栽培品には下記のコムラサキもあるのでその点には注意されたい。

### オオムラサキシキブ
より大きな変異としては変種として扱われるものにオオムラサキシキブ（学名: Callicarpa japonica var. luxurians）がある。岩手県の準絶滅危惧の種に指定されている。基本変種に比べて葉は厚く大きく、長さ20cmにも達する。枝や花序も一回り大きい。本州以南に見られるとされ、やや南よりの分布を持つ。『琉球植物誌』では琉球列島のものはすべてこれであると判断している。しかし、この二者は典型的なものでは一目で全くの別物と思えるほどに異なるのに、中間的なものが結構あり、明確な判断が難しい例も多い。

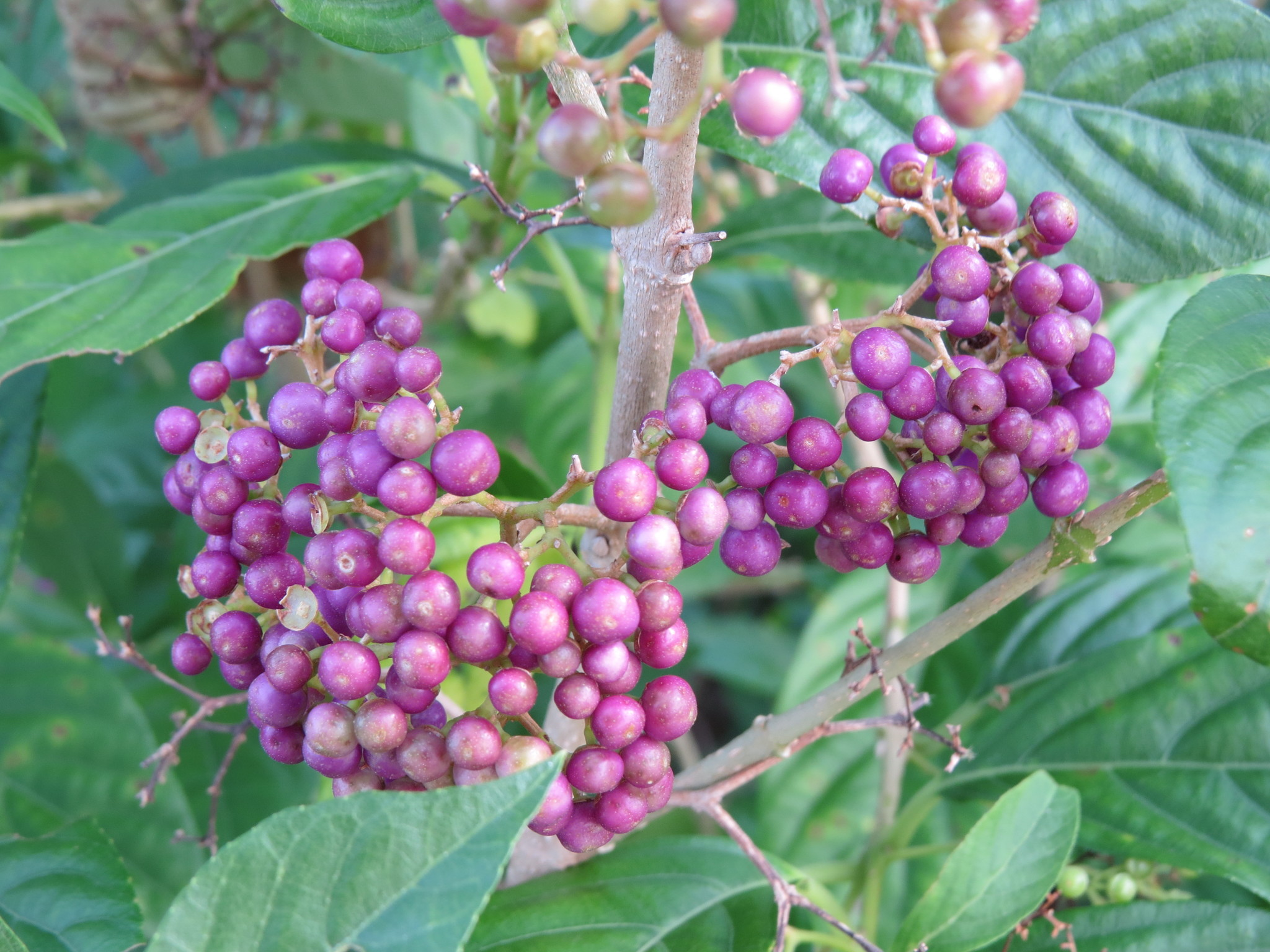
オオムラサキシキブの果実（石垣島）

## 近似種など
同じ仲間にヤブムラサキや庭木に多いコムラサキなどがある。

### コムラサキ
コムラサキ（小紫、学名: Callicarpa dichotoma）も、全体に小型だが果実の数が多くて美しいのでよく栽培される。別名コシキブ（小式部）。和名の由来は、紫色の実が美しく、平安時代の作家・歌人で知られる紫式部にちなむ。落葉低木で、高さは1.5 m。山麓や原野の湿地に自生する。樹皮は黄褐色で滑らかである。枝は細く、紫褐色をしている。小枝は細長く伸びて垂れ気味になり、枝先が枯れることが多い。葉は倒卵状楕円形。秋、薄い黄色に紅葉する。
花期は夏（6 - 8月ごろ）で、葉の付け根から散形花序を出して、薄紫色の花を咲かせる。果実は紫色に熟す。ムラサキシキブの仲間では、一番果実が多くつく。冬芽は球形や卵形をした淡褐色の星状毛に覆われた鱗芽で、4 - 6枚の芽鱗に包まれており、側芽は対生する。葉痕は半円形で維管束痕が1個つく。
本州（福島県以南）、四国、九州、沖縄、朝鮮半島、中国、台湾に分布する。岩手県で絶滅、その他多数の都道府県でレッドリストの絶滅寸前・絶滅危惧種・危急種・準絶滅危惧の種に指定されている。自生のものはなかなか見る機会が少ないが、植えられたものを庭先や庭園などで見ることが多い。庭木としての利用も多い。
ムラサキシキブとは別種であるが混同されやすく、コムラサキをムラサキシキブといって栽培していることが大半である。全体によく似ているが、コムラサキの方がこぢんまりとしている。個々の特徴では、葉はコムラサキは葉の先端半分にだけ鋸歯があるが、ムラサキシキブは葉全体に鋸歯があることで区別できる。また、花序ではムラサキシキブのそれが腋生であるのに対して、コムラサキは腋上生で、葉の付け根から数mm離れた上につく。

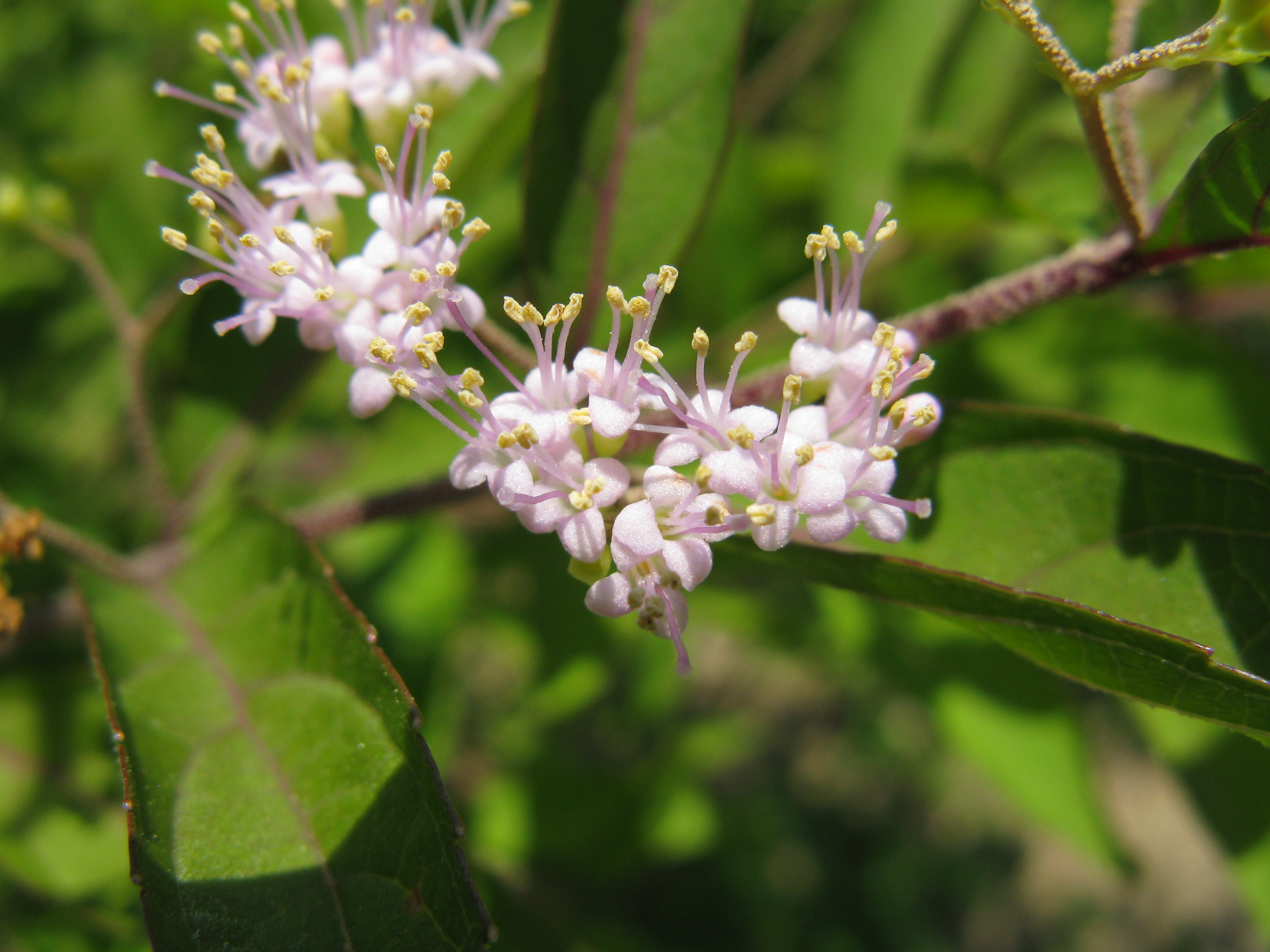
コムラサキの花
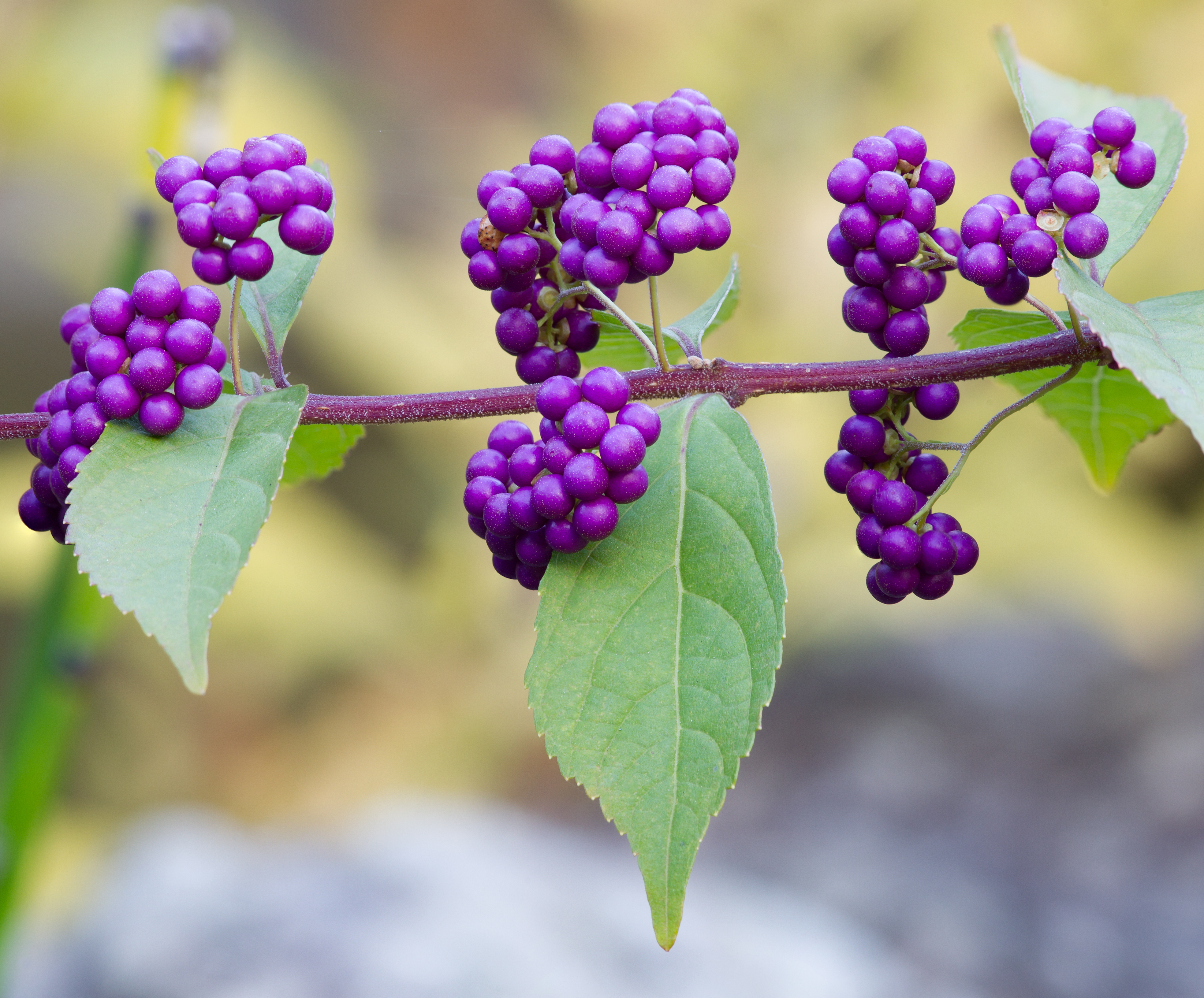
コムラサキの果実

### ウラジロコムラサキ
ウラジロコムラサキ（学名: Callicarpa parvifolia）は、環境省のレッドリストで絶滅寸前の種に指定されている。小笠原諸島の固有種で父島では絶滅し、兄島に少数の個体が残っている。
絶滅危惧IA類 (CR)（環境省レッドリスト）

### その他
○○ムラサキシキブという名は、ムラサキシキブの品種または、変種に付けられている。ムラサキシキブ以外のムラサキシキブ属の植物には、○○ムラサキと言う名が付けられている。
そのほか日本に自生する似たものにはヤブムラサキC. mollis、トサムラサキC. shikokiana などがあり、同属は東アジア、東南アジア、アメリカ大陸、オーストラリアなどに数十種がある。

## 利用
庭木や花材にするほか、まっすぐで丈夫な幹からとれる材は道具の柄に使われた。
その花と、むしろ果実を愛でる目的で栽培されることがある。ただし、上記のように、この名で栽培されているものは往々にしてコムラサキである。